# 水無瀬兼俊
水無瀬 兼俊（みなせ かねとし）は、江戸時代の公家、公卿。権中納言。

## 生涯
文禄2年（1593年）9月1日、権中納言である水無瀬氏成とその正室である高倉永相の娘の子として生まれる。
寛永5年1月6日（1628年2月10日）、叙従三位、寛永17年（1640年）に従二位。
明暦2年（1656年）1月1日、死去。享年64。
筆跡は『慶安手鑑』に見られる。

## 系譜
- 父親：水無瀬氏成
- 母親：高倉永相の娘
- 正室：福島正則の娘
  - 息子：水無瀬兼祐
  - 息子：水無瀬氏信
  - 息子：町尻具英
  - 息子：桜井兼里
  - 息子：水無瀬通悊
  - 息子：水無瀬長成
  - 息子：水無瀬兼豊
  - 娘：奥平左衛門の正室
  - 娘：石川大和守の正室
  - 娘：右衛門佐局[5]